# Jean Beauvoir
Jean Beauvoir (9 de agosto de 1960, Chicago, Estados Unidos) es un multinstrumentista, compositor y productor musical estadounidense. Ha colaborado con artistas y bandas como The Plasmatics, Kiss, The Ramones, Crown of Thorns y Voodoo X.

## Discografía

### Solista
- Drums Along the Mohawk (Virgin Records, 1986)
- Jacknified (Columbia Records, 1988)
- Rockin' in the Street (Charisma Records, 1996)
- Bare to the Bones (Point Records, 2001)
- Chameleon (Frontiers Records, 2004)

### Plasmatics
- New Hope for the Wretched
- Beyond the Valley
- Put Your Love in me
- Final Days

### Little Steven & the Disciples of Soul
- Men without Women
- Voice of America

### Kiss
- Animalize
- Asylum

### Ramones
- Animal Boy